# Cerro, Havanna
Cerro är en kommun i Kuba.   Den ligger i provinsen Provincia de La Habana, i den västra delen av landet, i huvudstaden Havanna. Cerro ligger 26 meter över havet och antalet invånare är 132 351.
Terrängen runt Cerro är platt. Havet är nära Cerro åt nordväst. Runt Cerro är det mycket tätbefolkat, med 3 494 invånare per kvadratkilometer. Närmaste större samhälle är Havanna, 2,8 km norr om Cerro. Runt Cerro är det i huvudsak tätbebyggt.